# Les Chroniques de Spiderwick (film)
Pour plus de détails, voir Fiche technique et Distribution.
Les Chroniques de Spiderwick (The Spiderwick Chronicles) est un film de fantasy américano-britannique réalisé par Mark Waters et sorti en 2008.
Inspiré de la série de romans Les Chroniques de Spiderwick de Holly Black et Tony DiTerlizzi, publiés entre 2003 et 2004 pour le 1er cycle et de 2007 à 2009 pour le 2e cycle, le film a pour principaux interprètes Freddie Highmore, Mary-Louise Parker, Nick Nolte, David Strathairn et Sarah Bolger.

## Synopsis
Ayant divorcé du père de ses enfants et se retrouvant à la rue, Helen Grace revient dans la maison de son enfance et de sa tante Lucinda Spiderwick. Les jumeaux Jared et Simon ainsi que leur sœur Mallory, découvrent leur nouvel environnement avec effarement. Jared, le plus déluré des trois enfants, fait une découverte qui va bouleverser sa vie et celle de sa famille.

## Fiche technique
- Titre original : The Spiderwick Chronicles
- Titre français : Les Chroniques de Spiderwick
- Réalisation : Mark Waters
- Scénario : Karey Kirkpatrick, David DiTerlizzi et John Sayles, d'après les livres de Tony DiTerlizzi et Holly Black
- Photographie : Caleb Deschanel, A.S.C.
- Décors : James Bissell
- Costumes : Joanna Johnston et Odette Cadoury
- Montage : Michael khan, A.C.E.
- Effets visuels : Tim Alexander et Pablo Helman
- Superviseur des créatures : Phil Tippett
- Musique : James Horner
- Effets Spéciaux : Industrial Light & Magic
- Production : Kennedy/Marshall, Mark Canton, Larry Franco, Ellen Goldsmith-Vein et Karey Kirkpatrick
  - Producteur associé : Cheryl A. Tkack
  - Coproducteur : Tom Pertzman
  - Producteurs exécutifs : Julia Pistor, Tony DiTerlizzi et Holly Black
- Sociétés de distribution : Paramount Pictures et Nickelodeon Movies
- Pays d'origine :  États-Unis |  Royaume-Uni
- Langue : Anglais
- Genre : Film de fantasy
- Durée : 91 minutes
- Dates de sortie :
  -  États-Unis : 15 février 2008
  -  France : 16 avril 2008

## Distribution
- Freddie Highmore (VF : Anton Coulpier ; VQ : François-Nicolas Dolan) : Jared / Simon Grace[1]
- Mary Louise Parker (VF : Virginie Méry ; VQ : Hélène Mondoux) : Helen Grace
- Nick Nolte (VF : Alain Dorval ; VQ : Hubert Gagnon) : Mulgarath
- Sarah Bolger (VF : Léopoldine Serre ; VQ : Charlotte Mondoux) : Mallory Grace
- Andrew McCarthy (VF : Guillaume Lebon ; VQ : François Godin) : Richard Grace
- Joan Plowright (VF : Lily Baron ; VQ : Élizabeth Lesieur) : Tante Lucinda Spiderwick
- David Strathairn (VF : Hervé Bellon ; VQ : Daniel Lesourd) : Arthur Spiderwick
- Seth Rogen (VF : Xavier Fagnon ; VQ : Tristan Harvey) : Tête-de-Lard
- Martin Short (VF : Jean-François Vlérick ; VQ : Jacques Lavallée) : Chafouin
- Jordy Benattar (VQ : Charlotte Garcia) : Lucinda enfant
- Ron Perlman : Red Cap (voix, non créditée)

Sources et légende : Version française selon le carton de doublage français.